# Порт-Саїд – Дум'ят
Порт-Саїд – Дум'ят – спеціалізований трубопровід, споруджений на північному сході Єгипту для транспортування зріджених вуглеводневих газів (ЗВГ).
В 2005 році західніше від Порт-Саїду почав роботу газопереробний завод United Gas Derivatives Company (UGDC), який, зокрема, може випускати 790 тон пропану на добу. З метою його вивозу майданчик у Порт-Саїді сполучили спеціалізованим трубопроводом для перекачування ЗВГ довжиною 51 (за іншими даними – 52) км та діаметром 250 мм із портовим терміналом у Дум’яті.  
Починаючи з 2010-го основним споживачем пропану стала розташована поряд із майданчиком UGDC установка дегідрогенізації компанії EPPC, яка потребує 430 тисяч тон пропану на рік. Як наслідок, перекачування пропану до Дум’яту втратило актуальність. Більше того, за умови нестачі сировини від UGDC здійснюється прокачування імпортованого пропану з  Дум’яту до Порт-Саїду.
Окрім пропану завод UGDC може щодобово продукувати 930 барелів пропан-бутанової суміші (зріджений нафтовий газ, ЗНГ). Зазначений ЗНГ так само постачається трубопровідним транспортом для фасування у балони на підприємства у Дум’яті та Шаті (східна околиця Дум’яту).